# Territori
Es denomina territori a una àrea definida (incloent-hi terres i aigües) sovint considerada possessió d'una persona, organització, institució, animal, estat o país subdividit.
Geogràficament, el territori és una parcel·la de la superfície terrestre en la qual exerceix sobirania. Aquest territori està constituït per tres porcions bé diferenciades.
Malgrat ser una definició espacial té fortes connotacions culturals. D'aquesta manera, s'associa territori a la zona d'actuació d'un determinat grup humà o animal. Això duu a la confusió generalitzada del concepte territori a causa de la pressió argumental capitalista i il·lustrada.
L'"argument" que defineix al territori respecte als altres és l'ús o l'activitat, no la propietat. Per exemple, es parla del territori pertanyent a una nació, regió o província. En realitat aquest territori no és seu, però a causa d'uns acords amb les poblacions veïnes ha aconseguit gaudir del seu ús per un determinat període històric però no és suficient per a determinar la seva propietat total. El territori és també d'altres agents vius o inertes.
Si allunyant-nos del concepte de nació, imaginéssim el territori de la música clàssica, es podrien definir una sèrie d'espais (teatres, sales d'assajos, botigues) on un grup social determinat exerciria un ús del mateix sense ostentar la seva propietat. De la mateixa forma amb el territori d'altres éssers vius (animals i plantes) i inertes, territori és l'espai on aquests desenvolupen la seva activitat.
Aquesta activitat o ús és el que diferencia a territori de paisatge. El paisatge defineix una zona de característiques geogràfiques similars. El territori no té per què tenir aquestes similituds.
Sense descartar les activitats d'altres agents sobre el territori, predomina l'acció humana sobre aquest. Les poblacions desenvolupen les seves activitats donant un ús al territori i condicionant la seva transformació en funció de l'ús.